# Oberea brevithorax
Oberea brevithorax es una especie de escarabajo longicornio del género Oberea, subfamilia Lamiinae. Fue descrita científicamente por Gressitt en 1936.
Se distribuye por China y Vietnam. Mide 16-19 milímetros de longitud. El período de vuelo de esta especie ocurre en los meses de marzo, mayo, junio y julio.